# Albert Meyer (fotografo)
Albert Meyer (Dresda, 27 febbraio 1857 – Dresda, 24 agosto 1924) è stato un fotografo tedesco, famoso per il suo "atelier fotografico" di Berlino e per essere stato il fotografo principale delle prime Olimpiadi moderne del 1896 di Atene.

## Biografia
Meyer nacque, nel febbraio 1857, a Dresda nel sobborgo di Klotzsche (che ora è incorporato alla città sassone). Nel 1881, si trasferì negli Stati Uniti, dove frequentò per due anni una scuola di fotografia. Al suo ritorno in Germania, nel 1883, aprì uno studio fotografico, a Berlino, nell'Alexanderstraße. 

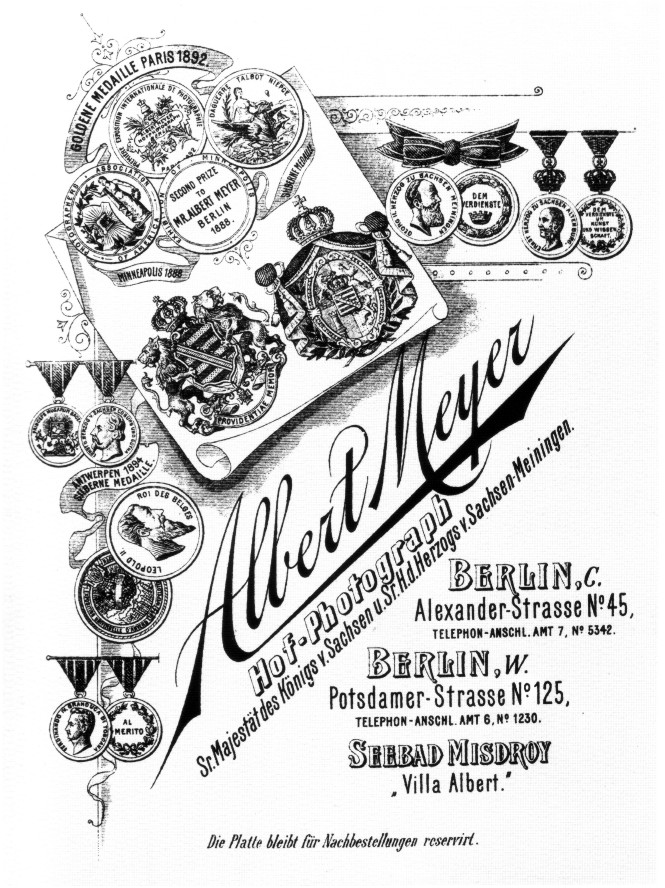
Pubblicità di Albert Meyer sul retro delle sue fotografie nel 1896.

Albert Meyer divenne presto molto ricco, anche per gli standard del reddito del 1893, che era di circa 13.000 marchi, mentre la sua fortuna è stata stimata nel 1898 a 120.000 marchi. Già nel 1891 aveva aperto anche delle altre sedi a Stettino e a Misdroy, in Pomerania, a un secondo studio a Berlino, nella Potsdamer Straße. Nelle vicinanze dello studio abitava il Dr. Willibald Gebhard, un chimico che fu uno degli promotori del movimento olimpico in Germania. Nel dicembre 1895 a Berlino, Meyer prese parte ad un comitato "per la partecipazione della Germania ai Giochi olimpici di Atene nel 1896". Insieme con la moglie Elizabeth, accompagnò la prima squadra olimpica tedesca alle competizioni. Ci sono forti indizi che anche Elisabetta Meyer lavorò come fotografo. Prima di tornare in Germania, la coppia fece un altro viaggio a Costantinopoli.
Albert Meyer ricevette una medaglia d'oro e una d'argento in alcune mostre fotografiche internazionali, dieci diplomi e medaglie da molte case reali europee. Nel 1901, vendette il suo studio di Berlino e si trasferì ad Hannover. Nel 1902 aprì uno stabilimento "d'arte", che presto divenne un centro importante nella vita sociale della città. Lo studio aveva diciotto camere e due laboratori. Nel 1913, Meyer vendette questa struttura con grande profitto e nel 1915 tornò nella sua città natale, Dresda. Qui cominciarono gli anni infelici della sua vita; suo figlio, nel quale mise molte sue speranze, venne ucciso in battaglia nella Grande Guerra. A causa dell'enorme inflazione nel 1923, Albert Meyer perse tutta la sua fortuna. Morì povero, il 24 agosto 1924.

### I Giochi olimpici

#### Premesse

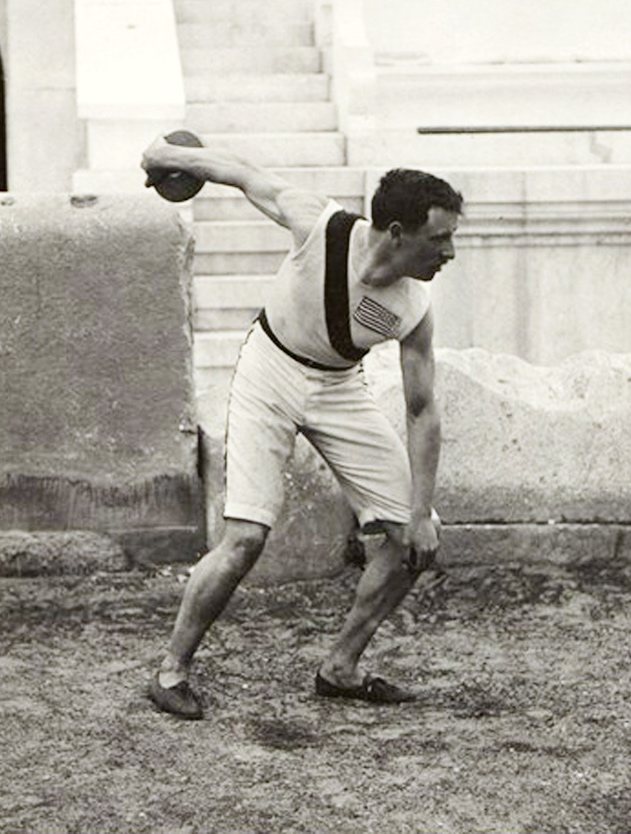
Robert Garrett, USA, campione olimpico di getto del peso

Durante il congresso internazionale del 1894 di Parigi, presieduto dal barone Pierre de Coubertin, si indissero i Giochi della I Olimpiade, primi giochi olimpici dell'era moderna, in Grecia. Il paese, fortemente indebitato e gravato da un costante conflitto con l'impero ottomano, incontrò notevoli difficoltà per quanto riguarda il finanziamento necessario per i giochi olimpici del 1896; nonostante queste difficoltà, si riuscì ad organizzare la manifestazione. Le competizioni si è svolsero solo tra pochi paesi partecipanti, in quanto le strutture organizzative delle varie nazioni erano ancora insufficienti e il lungo viaggio ad Atene fu, in gran parte, sovvenzionato da donatori privati.

#### Gli scatti fotografici
Probabilmente, vennero realizzate poco meno di 100 fotografie dei Giochi olimpici di Atene. Sette fotografi vi parteciparono; cinque greci, l'americano Thomas Curtis (che fu anche campione olimpico dei 110m ostacoli) e il tedesco Albert Meyer. Viaggiando insieme a parte della squadra tedesca, Meyer partì il 28 marzo 1896 da Berlino in direzione di Brindisi, e da lì presero una nave verso Corfù. Il fotografo tedesco fu il più importante dei fotografi dell'evento. Almeno 56 scatti sono imputabili esclusivamente a lui, oltre la metà di tutte le immagini conosciute; le sue opere sono superiori a quelle del resto dei fotografi da un punto di vista tecnico ed estetico.
Il lavoro del fotoreporter stava cominciando a svilupparsi; le premesse furono le innovazioni nelle tecnologie di stampa. Per il paesaggio esterno, l'architettura e le immagini industriali si utilizzarono "camere oscure" da viaggio, che erano però troppo grandi e pesanti. Per le fotografie dei giochi olimpici del 1896 si usò il treppiede pieghevole, per immortalare nel migliore dei modi i momenti più importanti della manifestazione. La fotografia in movimento era quasi impossibile con questi dispositivi.

#### Dopo i Giochi
Il rapporto di Meyers con il capo-spedizione della squadra tedesca, il Dott. Willibald Gebhardt, fu problematico. Riferendosi alla delicata situazione finanziaria della squadra tedesca, Gebhardt, dopo i Giochi, disse "... il signor Meyer ha ottenuto alcun grande servizio per i Giochi Olimpici. Si recò ad Atene per divertirsi, oltre che per fotografare e guadagnare denaro. (...) Non ha messo un dollaro a disposizione per la nostra spedizione, anche se lui è un uomo ricco ..."
L'album fotografico "Beck's" è stato il primo rapporto olimpico ufficiale. Tornato a Berlino, Meyer organizzò una spedizione di grandi dimensioni dei suoi quadri. Costose borse in pelle con le parole "Giochi Olimpici di Atene 1896", ciascuna contenente 25-35 piatti, vennero offerte alle numerose case reali. Negli anni successivi al 1896, crebbe il successo commerciale del suo "studio fotografico" e il suo patrimonio personale divenne considerevole. Albert Meyer ha più volte parlato dei Giochi Olimpici nel 1896 di Atene come il più grande evento della sua vita.

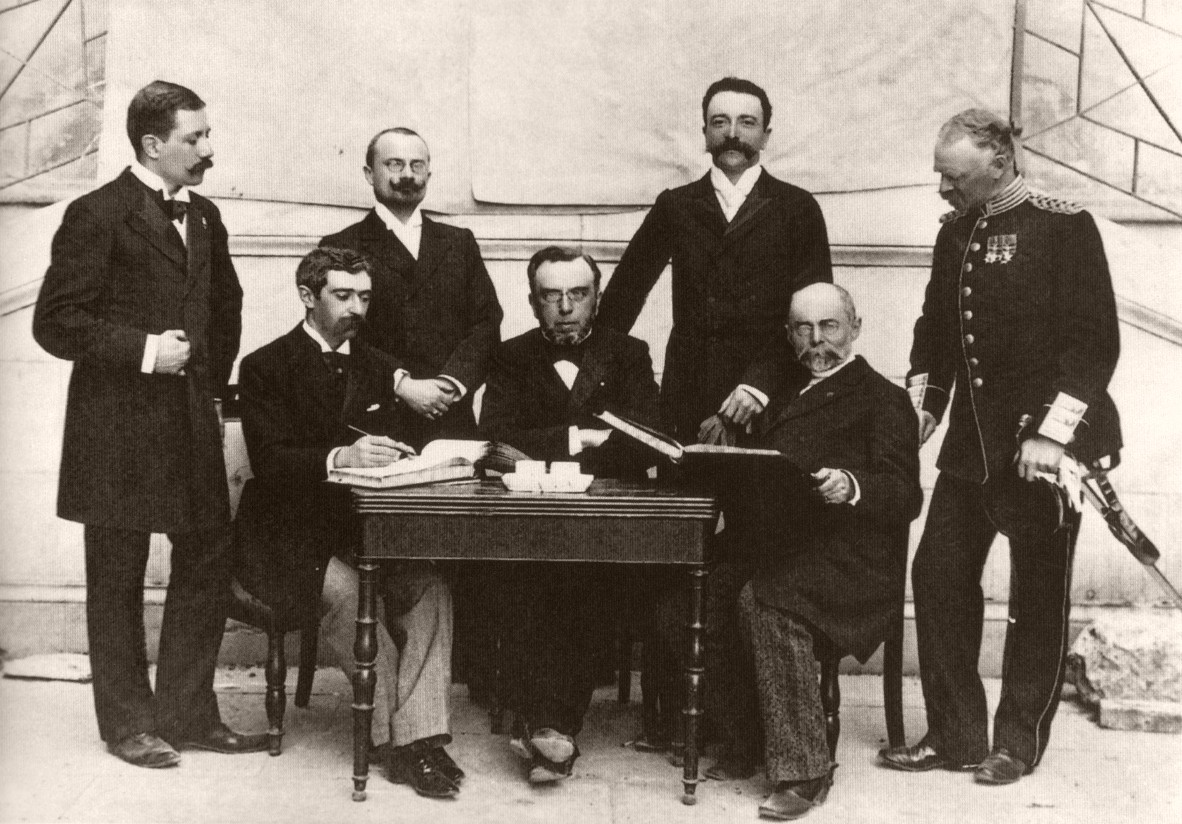
Il Comitato Olimpico Internazionale. A sinistra, in piedi: il dottor Gebhardt. Seduto a destra: Pierre de Coubertin.
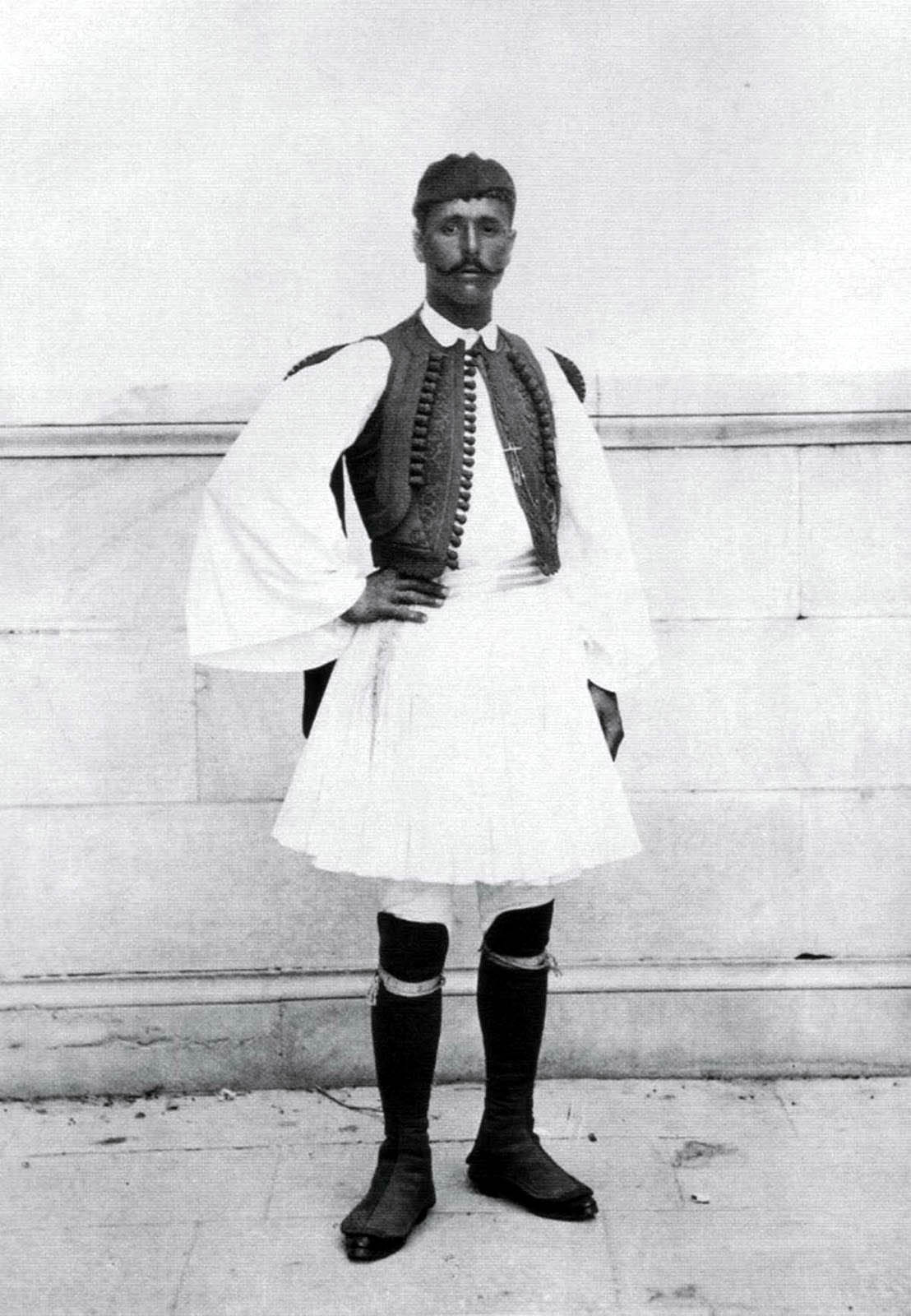
Il campione greco nella maratona, Spyridōn Louīs, in uniforme di un'unità d'élite dell'esercito
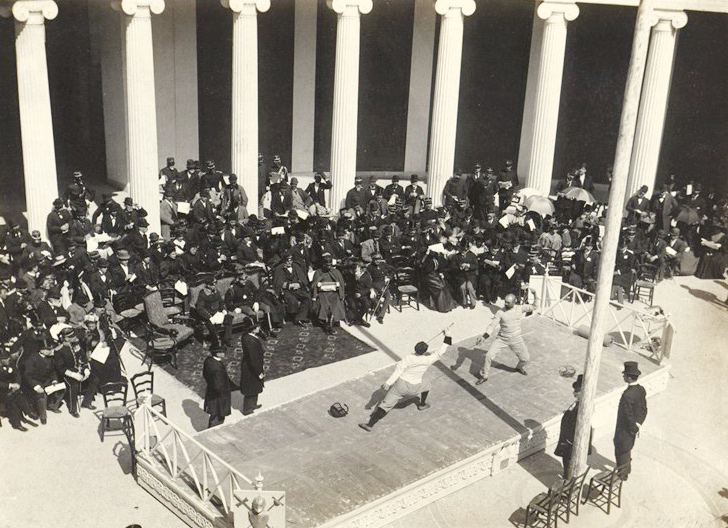
La finale del torneo di fioretto.
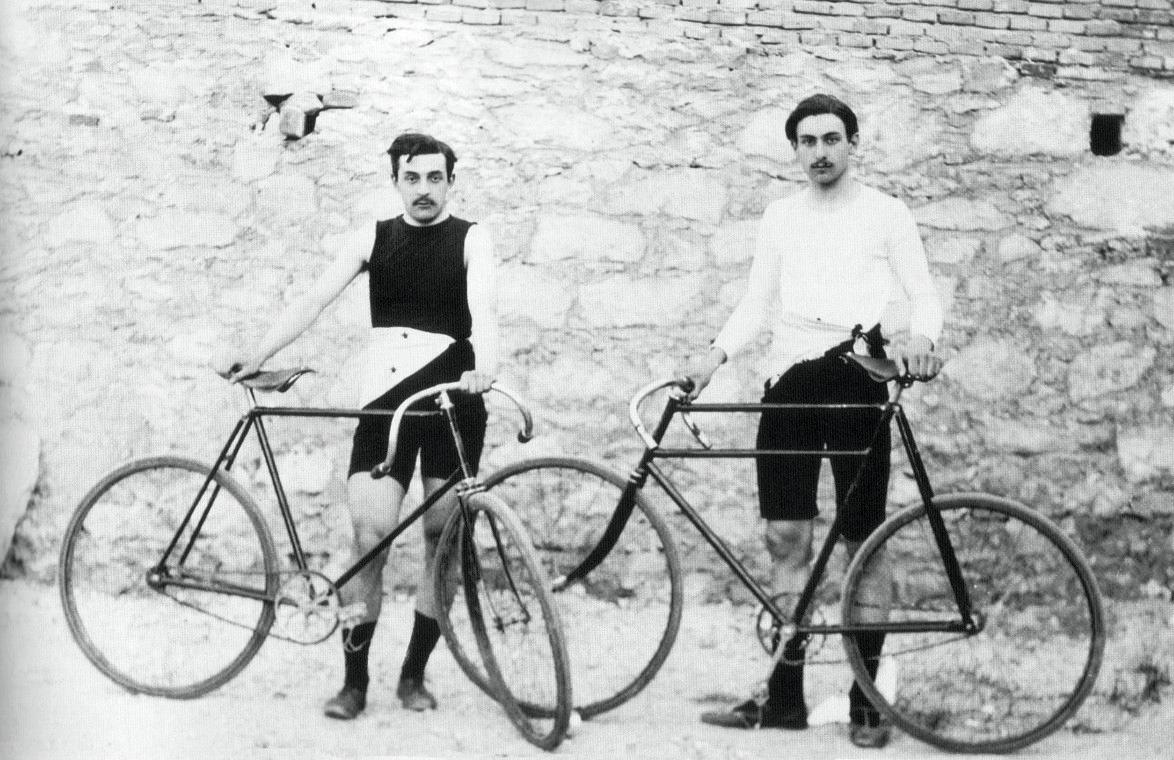
I ciclisti francesi Paul Masson e Léon Flameng.